# Monospermia
Monospermia – powszechne zjawisko (w przeciwieństwie do polispermii) polegające na wniknięciu tylko 1 plemnika do komórki jajowej.